# Fazerdaze
Fazerdaze, artiestennaam van Amelia Murray (Wellington, 18 januari 1993), is een singer-songwriter en multi-instrumentalist uit Nieuw-Zeeland die dreampop maakt. In 2014 bracht ze haar zelfgetitelde debuut-ep uit. Deze was volledig opgenomen in haar slaapkamer in Auckland. In 2017 volgde met Morningside een eerste album. Wazige zang, de elektrische gitaar en effectpedalen kenmerken het geluid van Fazerdaze. Bij concerten wordt Murray begeleid door een vaste band. Op haar albums speelt ze echter de meeste instrumenten zelf in.
De doorbraak van Fazerdaze past binnen het fenomeen van de zogenaamde bedroom pop, waarbij artiesten zelfstandig produceren en een publiek opbouwen via het internet en streamingdiensten.

## Biografie
Murray is geboren in 1993 in de hoofdstad van Nieuw-Zeeland, Wellington. Haar moeder heeft een Indonesische afkomst. Haar vader heeft Europese wortels. Ze liep school in Onslow College. Nadien verhuisde Murray naar Auckland, waar ze ook naar de universiteit ging. Tijdens haar studies probeerde Murray verschillende keren een band op te richten. Na herhaaldelijk falen begon ze zelfstandig muziek op te nemen en verspreiden als 'Fazerdaze'. Dit leidde in oktober 2014 tot de eerste zelfgetitelde ep, Fazerdaze.
De ep Fazerdaze is opgenomen in de slaapkamer van Murray, welke dienst deed als amateurstudio. Ze had slechts een laptop, één microfoon en een geluidskaart. Murray speelde bovendien de meeste instrumenten zelf in. Muzikant Jonathan Pearce hielp wel met de mastering van de muziek. Die doe-het-zelf-aanpak gaf het karakteristieke geluid van Fazerdaze mee vorm. De carrièrestart van Murray sluit daarmee nauw aan bij het fenomeen van de bedroom pop. Ook de verspreiding van de muziek stond los van gevestigde platenlabels. Deze verliep aanvankelijk via solo-concerten en online kanalen voor indie-artiesten, zoals Bandcamp. De eerste fysieke kopieën van Fazerdaze hadden handgemaakte kartonnen hoezen. Murray stuurde deze zelf op naar haar fans via de post.
Door vaker concerten te spelen, leerde Murray andere lokale muzikanten kennen. Zo kon ze mettertijd in livevoorstellingen haar opgenomen achtergrondmuziek vervangen door ondersteunende artiesten. Dit leidde uiteindelijk tot een permanente bezetting van de band. Daarbij speelt Mark Perkins op de synthesizer, Benjamin Locke op basgitaar en Elliot Francis op de drums. Murray zelf neemt de gitaar en zang voor haar rekening.
De band bereikte een steeds groter publiek door internationaal te toeren, onder meer op festivals. In 2017 kwam met Morningside een eerste langspeelalbum uit. Dit album werd uitgegeven door het Nieuw-Zeelandse platenlabel Flying Nun Records. Hoewel de vaste bandleden haar ondersteunen op concerten speelde Murray ook voor dit album de meeste instrumenten zelf in.
Murray kreeg een burn-out na het succes van Morningside en ondervond problemen met ongezonde persoonlijke relaties. Na een pauze van vijf jaar in de muziek, keerde ze eind 2022 terug met een nieuwe EP, Break!. Murray verklaarde dat haar pauze een belangrijke rol heeft gespeeld bij haar terugkeer naar de muziek, en uiteindelijk voltooide ze de EP tijdens een drie maanden durende lockdown in Nieuw-Zeeland.

## Muzikale stijl

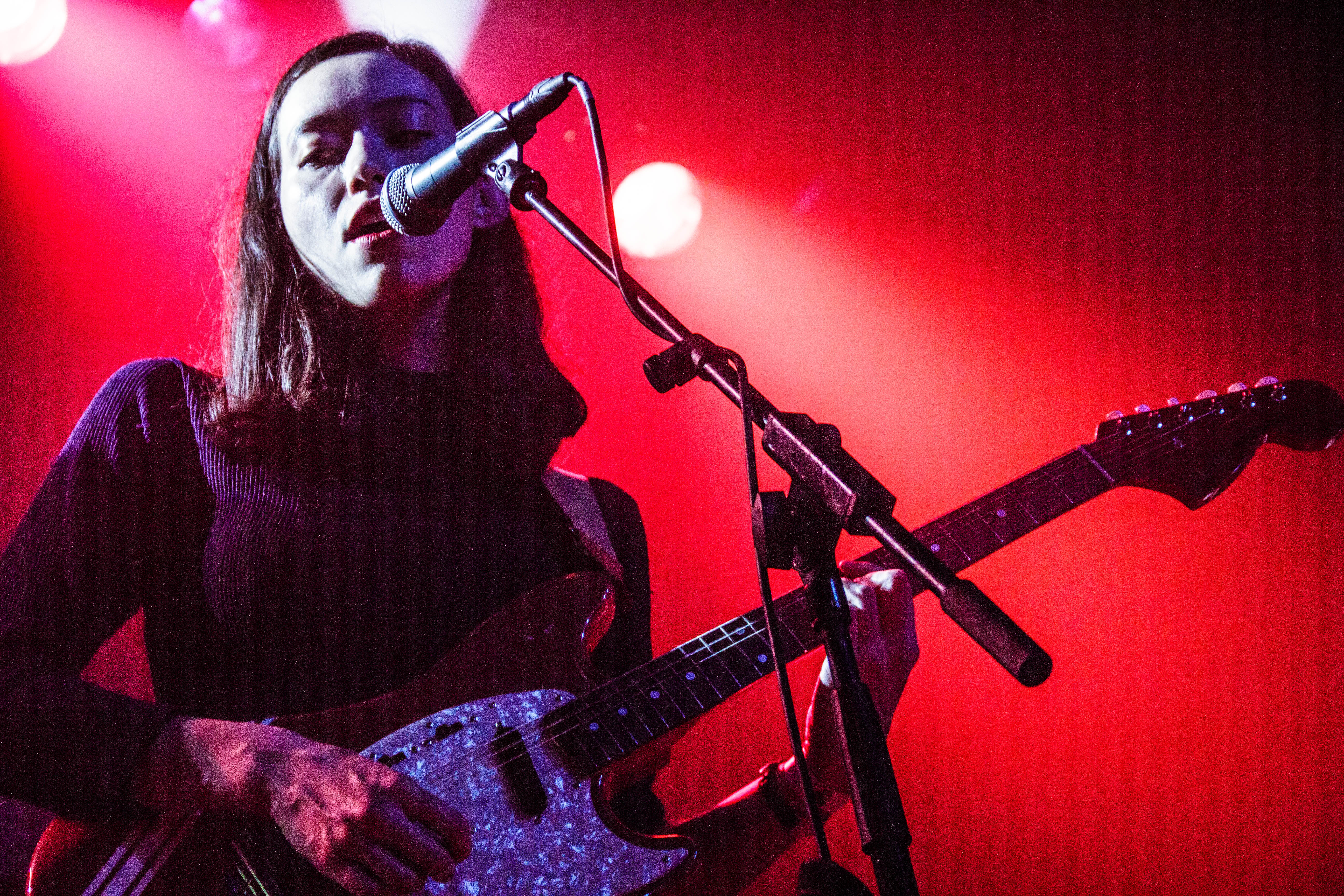
Murray op het Way Back When festival in Dortmund, Duitsland (2017).

De muziekstijl van Fazerdaze valt het best te omschrijven als dreampop en, in mindere mate, shoegaze. Typerend is de wazige zang van Murray. Die brengt ze op een lusteloze manier, gespeend van enthousiasme. De elektrische gitaren en effectpedalen geven de muziek dan weer een 'warmer' karakter.
De meeste nummers op het album Morningside zijn op een gelijkaardige manier opgebouwd. De arrangementen zijn eenvoudig en helder, zonder veel details. Ze hebben een opgewekte pop-instrumentatie, aangename melodieën en gedempte snaarinstrumenten. Dit wordt steeds gecombineerd met een overdaad aan reverb. Ook de hook van de nummers zit meestal onder de galm begraven. Op enkele nummers, zoals 'Misread' en 'Friends', wordt de reverb ingeruild voor een meer grunge-achtige distortion.
De opgewekte pop-invloeden en het relatief gepolijste geluid van Morningside contrasteren met de lyrics op het album. Het album raakt aan thema's van zelfspot en relatie-gebonden angst. Ook de spanning tussen snel leven en tijd nemen zit in zowel de teksten als de arrangementen verweven. Murray gaf zelf aan dat ze de meeste nummers schreef in een overgangsperiode. Ze noemde haar eerste album zelfs een 'safe space' voor zelfreflectie.
Muzikaal gezien verschilt Break! uit 2022 behoorlijk van haar eerdere werk en bevat het elementen uit dancepop en electronica. Murray heeft verklaard dat ze zich liet inspireren door bands uit de jaren 90 als Blur en Nirvana.

## Discografie
Studioalbums
- Morningside (2017, Flying Nun Records)

Ep's
- Fazerdaze (2014, zelfuitgegeven)
- Break! (2022, Flying Nun Records)

Singles
- "Little Uneasy" (2015, zelfuitgegeven)
- "Lucky Girl" (2017, zelfuitgegeven)
- "Take It Slow" (2017, zelfuitgegeven)
- "Come Apart" (2022, Flying Nun Records)
- "Break!" (2022, Flying Nun Records)
- "Flood Into" (2023, Flying Nun Records)
- "Bigger" (2023)